# Igor Jurjewitsch Polygalow
Igor Jurjewitsch Polygalow (russisch Игорь Юрьевич Полыгалов; * 21. Oktober 1986 in Perm, Russische SFSR) ist ein russischer Eishockeyspieler, der seit Juni 2020 wieder beim HK Traktor Tscheljabinsk aus der Kontinentalen Hockey-Liga (KHL) unter Vertrag steht und dort auf der Position des Stürmers spielt.

## Karriere
Igor Polygalow begann seine Karriere als Eishockeyspieler in der Nachwuchsabteilung von Molot-Prikamje Perm, für dessen Profimannschaft er von 2003 bis 2006 zunächst in der Wysschaja Liga und nach dem Aufstieg als Zweitligameister in der Saison 2003/04 zwei Jahre lang in der Superliga aktiv war. Während er in seinen ersten beiden Spielzeiten bei Molot-Prikamje überwiegen für dessen zweite Mannschaft in der drittklassigen Perwaja Liga spielte, wurde er in der Saison 2005/06 Stammspieler in der Profimannschaft von Molot-Prikamje. In dieser Spielzeit musste der Angreifer mit seinem Team den Abstieg in die zweite Liga hinnehmen, woraufhin er die folgenden beiden Jahre bei Sewerstal Tscherepowez in der Superliga verbrachte.
Zur Saison 2008/09 unterschrieb Polygalow einen Vertrag beim HK Spartak Moskau, für den er in der neu gegründeten Kontinentalen Hockey-Liga allerdings anschließend nur fünf Spiele bestritt, in denen er punkt- und straflos blieb. Daraufhin wechselte er innerhalb der KHL zu Neftechimik Nischnekamsk, für das er bis 2017 in der KHL auf dem Eis stand. Mit Beginn der Saison 2017/18 stand Polygalow zwei Spielzeiten lang für den HK Traktor Tscheljabinsk auf dem Eis, bevor er zum Spieljahr 2019/20 zum HK Dynamo Moskau wechselte. Nach einem Jahr kehrte er im Juni 2020 zu Traktor Tscheljabinsk zurück.

## Erfolge und Auszeichnungen
- 2004 Wysschaja-Liga-Meister und Aufstieg in die Superliga mit Molot-Prikamje Perm

## KHL-Statistik
(Stand: Ende der Saison 2019/20)